# Williams FW32
Chronologie des modèles (2010)
Williams FW31 Williams FW33
La Williams FW32 est la monoplace de Formule 1 engagée par l'équipe AT&T Williams dans le championnat du monde de Formule 1 2010. La voiture a été présentée le 28 janvier 2010 sur le  circuit de Silverstone. Elle est pilotée par le Brésilien Rubens Barrichello et l'Allemand Nico Hülkenberg. Le pilote d'essais est le Finlandais Valtteri Bottas.
Après une première course qui ne rapporte qu'un point à l'écurie britannique, Rubens Barrichello gagne quatre autres points pour le compte de l'écurie lors du Grand Prix d'Australie. Sa meilleure performance est une quatrième place au Grand Prix d'Europe. Nico Hülkenberg, qui avait inscrit le premier point de sa carrière en Malaisie, décroche notamment la première pole position de sa carrière lors du Grand Prix du Brésil, mettant fin à une série de cent Grands Prix sans pole position pour l'écurie britannique.

## Résultats en championnat du monde de Formule 1
| Saison | Écurie        | Moteur             | Pneus       | Pilotes            | Courses | Courses | Courses | Courses | Courses | Courses | Courses | Courses | Courses | Courses | Courses | Courses | Courses | Courses | Courses | Courses | Courses | Courses | Courses | Points inscrits | Classement |
| Saison | Écurie        | Moteur             | Pneus       | Pilotes            | 1       | 2       | 3       | 4       | 5       | 6       | 7       | 8       | 9       | 10      | 11      | 12      | 13      | 14      | 15      | 16      | 17      | 18      | 19      | Points inscrits | Classement |
| ------ | ------------- | ------------------ | ----------- | ------------------ | ------- | ------- | ------- | ------- | ------- | ------- | ------- | ------- | ------- | ------- | ------- | ------- | ------- | ------- | ------- | ------- | ------- | ------- | ------- | --------------- | ---------- |
| 2010   | AT&T Williams | Cosworth V8 CA2010 | Bridgestone |                    | BAH     | AUS     | MAL     | CHI     | ESP     | MON     | TUR     | CAN     | EUR     | GBR     | ALL     | HON     | BEL     | ITA     | SIN     | JAP     | COR     | BRÉ     | ABU     | 69              | 6e         |
| 2010   | AT&T Williams | Cosworth V8 CA2010 | Bridgestone | Rubens Barrichello | 10e     | 8e      | 12e     | 12e     | 9e      | Abd     | 14e     | 14e     | 4e      | 5e      | 12e     | 10e     | Abd     | 10e     | 6e      | 9e      | 7e      | 14e     | 12e     | 69              | 6e         |
| 2010   | AT&T Williams | Cosworth V8 CA2010 | Bridgestone | Nico Hülkenberg    | 14e     | Abd     | 10e     | 15e     | 16e     | Abd     | 17e     | 13e     | Abd     | 10e     | 13e     | 6e      | 14e     | 7e      | 10e     | Abd     | 10e     | 8e      | 16e     | 69              | 6e         |

Légende : ici 